# Esztergom (stad)
Esztergom (Duits: Gran) is een stad met 28.412 inwoners (2014) in het noorden van Hongarije, op ongeveer 50 km afstand van Boedapest en gelegen aan de Donau, die hier de grens met Slowakije vormt. Het is een van de oudste steden van Hongarije: sinds de 11de eeuw is het de zetel van een aartsbisdom. In deze bisschoppelijke hoofdstad van Hongarije staat dan ook de grootste kerk van het land. De stad is de hoofdplaats van het district Esztergom (Esztergomi járás). In mei 2022 kreeg Esztergom de status van "stad met comitaatsrecht" (megyei jogú város). 
De stad heeft een brugverbinding over de Donau die de verbinding legt met het aan de overzijde gelegen Štúrovo in Slowakije.

## Geschiedenis
De eerste bij name bekende bewoners van deze plek waren de Kelten, die rond het begin van de jaartelling werden opgevolgd door de Romeinen die hier de nederzetting Solva stichtten, als onderdeel van hun Limes langs de Donau. Rond 500 vestigden zich Slaven in deze streek: uit hun taal is mogelijk de naam Esztergom afkomstig. Deze werd in 1079 voor het eerst genoemd, toen de Magyaren hier inmiddels regeerden. Sinds zij Hongarije eind 9e eeuw in bezit hadden genomen, was Esztergom de voornaamste residentie van de vorsten van het huis Árpád. Het moet grootvorst Géza zijn geweest die de heuvel, waar al eerder een Keltische nederzetting en een Romeinse castrum hadden gelegen, als verblijfplaats koos.
Esztergom werd daarmee de eerste hoofdstad van de jonge staat Hongarije. Vorst Géza liet zich op latere leeftijd tot christen dopen en zijn zoon werd rond het jaar 1000 als Stefanus I van Hongarije de eerste christenkoning. Hij is het geweest die het aartsbisdom stichtte en binnen de burcht een kathedraal liet bouwen.
De burcht kwam in 1198 in handen van de aartsbisschop: vanaf 1256 bevond zich hier definitief geen koninklijke residentie meer. De stad bleef het geestelijke centrum van Hongarije, totdat ze in 1543 in handen viel van het Ottomaanse Rijk. De aartsbisschop week in dat jaar uit naar Nagyszombat (thans Trnava in Slowakije). In 1686 verdreven de Habsburgers de Turken uit de stad, maar pas in 1820 keerde de aartsbisschop er terug. Twee jaar later begon de bouw van de huidige basiliek.

## Bezienswaardigheden

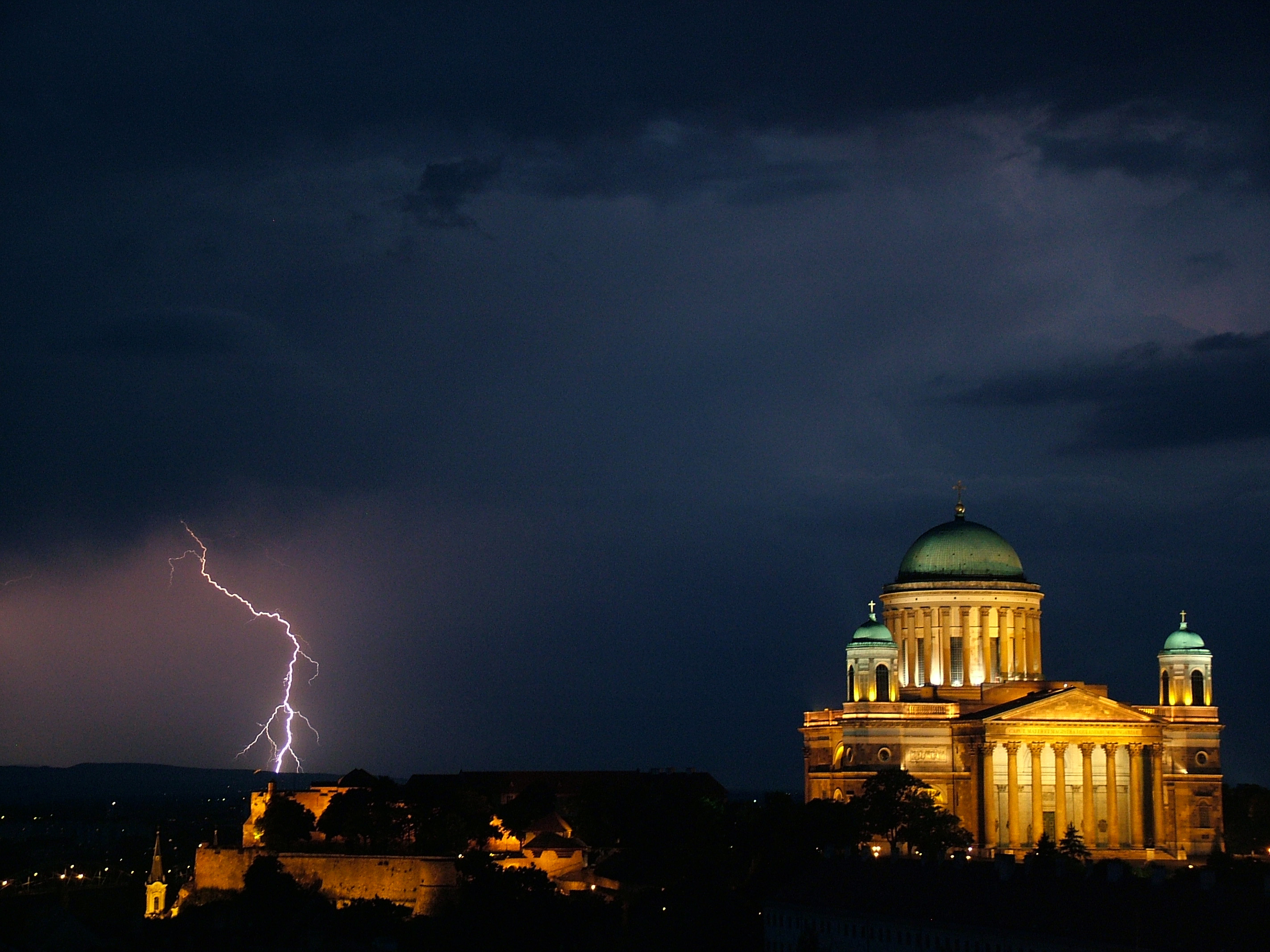
Bliksem bij de dom van Esztergom

De dom, gebouwd tussen 1822 en 1869, is 118 meter lang en aan de westzijde 40 meter breed. De 72 meter hoge koepel wordt door 24 zuilen gedragen. Tegen het zuidelijke deel van de kerk is in de 19e eeuw de Bakócz-kapel gebouwd. Deze oude kapel die uit 1506-1507 dateert, is steen voor steen afgebroken, genummerd en hier en weer opgebouwd.
De kapel heeft met rood marmer beklede muren en een wit marmeren altaar van de Florentijn Andrea Ferrucci uit het jaar 1519. Het is een voorbeeld van Toscaanse renaissancekunst.
In deze schatkamer en in het museum voor christelijke kunst, dat in het aartsbisschoppelijk paleis is gevestigd, worden vele zeer waardevolle kunstwerken bewaard. Het museum bevat de rijkste collectie aan religieuze voorwerpen van Hongarije. Men vindt er vele bijzonder waardevolle voorwerpen in goud- en zilversmeedwerk en een kruis van kristal uit de tijd van de Karolingers. Verder zijn er kelken en bokalen, ingelegd met email en van veel reliëf voorzien.
Vlak bij de dom, aan de linkerzijde, ligt op de burchtheuvel (várhegy) het koninklijk paleis, dat van de 10e eeuw tot de 12e eeuw gebouwd werd. Het is blootgelegd en gerestaureerd. Hier zou hertog Godfried van Bouillon in 1096 zijn ontvangen door de Hongaarse koning Kálmán.
Godfried van Bouillon vroeg de koning toestemming om met zijn kruisvaardersleger door diens rijk te trekken. Koning Kálman gaf toestemming, op voorwaarde dat de kruisvaarders zijn land onderweg niet zouden plunderen en dat zij, samen met het Hongaarse leger, Belgrado op de Serviërs zouden veroveren. Godfried van Bouillon kwam zijn beloftes na.
Later bleek dat het ook het koninklijke paleis van koning Béla III was, dat in de 16e eeuw door de Turken was vernietigd en tijdens de lange Turkse overheersing (150 jaar) in het vergeetboek was geraakt.
In de voorste zalen is een museum ingericht. Hier zijn nog de oorspronkelijke gotische gewelven, de troonzaal met zetel en de kapellen uit de 11e en 12e eeuw. Door een lang, smal vertrek met Byzantijnse kapitelen komt men uit in de woontoren uit de 12e eeuw. Vanaf de kamer met in het midden een rode marmeren zuil ligt het weduwevertrek van koningin Beatrix, de tweede echtgenote van koning Matthias Corvinus van Hongarije. Ze leefde hier een teruggetrokken bestaan. Door de zeer originele gang met ingebouwde pilaren en kantelen komt men in de "Zaal van de Vier Deugden", alle vier uitgebeeld door vrouwen. De trap omhoog komt uit op de woontoren, met een plateau vanwaar men de Donau ziet liggen.
De Marie Valeriebrug, die Hongarije en Slowakije met elkaar verbindt, werd in de Tweede Wereldoorlog verwoest en pas in 2001 gerestaureerd.
Weer beneden en dan rechts van de dom bevinden zich de privékapel van de bisschoppen en kardinalen met originele kapitelen aan de pilaren, fresco's aan het plafond en een kapel met nissen. Links ervan is nog een kapel, waarschijnlijk eens een privékamer van de koning.
Het opvallendste plein van de stad is het Széchenyiplein met het raadhuis en enkele huizen in barok- en laat-barokstijlen ("Zopfstil").

## Economie
Naast (overheids)diensten is de economie van Esztergom vooral bekend in Hongarije om haar grote autofabriek van Suzuki. Vanaf 1990 rollen er auto's van het Japanse merk van de band. De Swift, Splash (ook onder het Opel Agila label) en Vitara vormen de kern van de modellen die er gebouw worden. Ook de SX4 (en de Fiat Sedici versie daarvan) wordt geproduceerd in Esztergom.
In 2017 werd de mijlpaal van de 3 miljoenste in Esztergom geproduceerde auto bereikt.